# Perceval o el Conte del Graal

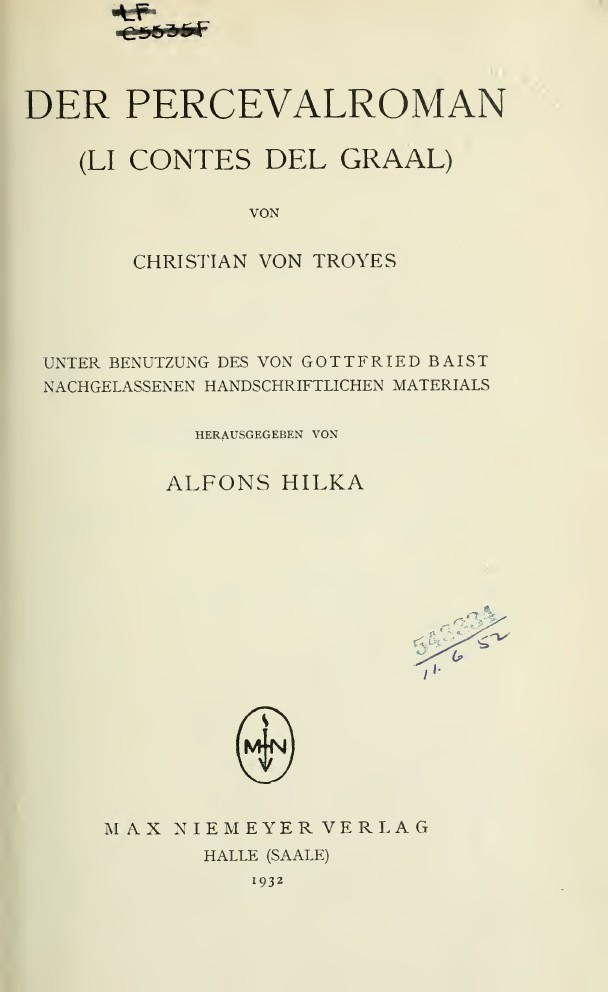
Roman de Perceval, 1932

Perceval o el Conte del Graal és la darrera obra de Chrétien de Troyes, incompleta per la mort de l'autor, i la primera 'novel·la de formació' de la literatura europea. Pertany al cicle de la Matèria de Bretanya i els seus personatges han entrat a formar part de la cultura popular.

## L'autor
Chrétien de Troyes és considerat el millor novel·lista del segle xii i l'introductor del mite artúric en la tradició europea. La informació sobre ell es troba en una obra creada per ell mateix, en què explica la seva producció literària i esmenta les corts per a les quals va treballar: va estar vinculat a les corts de la Xampanya i de Flandes.
Se sap del cert que se li atribueixen cinc novel·les escrites en octosíl·labs apariats i en dialecte anglonormand, i es garanteix amb la signatura de l'autor, la seva estilística literària i l'estudi de la tradició manuscrita. Són les següents: Erec i Enide (c.1170), Cligès (c.1170), El cavaller de la carreta -encàrrec de la comtessa Maria de Xampanya-, El cavaller del lleó (c.1177-1181) i El conte del Graal (c.1181-1185). I dues cançons trobadoresques: Amors tençon et bataille i D'Amors, qui m'a tolu a moi.
El que diferencia Chrétien de Troyes de la resta d'escriptors de l'època és el tractament de les seves obres, la ruptura que va suposar en referència als seus antecessors per l'estètica i la temàtica de què les seves obres estan impregnades. D'aquesta manera, intentant suplir la manca d'historicitat, hi afegeix pròlegs i és considerat l'artífex del roman courtois perquè en les seves novel·les hi ha reflexions amb una finalitat didàctica quant a l'ètica i a l'ideal de vida i de conducta del cavaller cortesà. També està el tret característic de l'errància solitària del cavaller: ja no és un col·lectiu cavalleresc que s'enfronta al destí, ara és el cavaller amb la seva solitud qui ha de trobar el seu propi camí, i aquest sempre porta a l'obtenció d'esposa i de terres; aquests eren els objectius principals de tots els cortesans, però la clau està en el fet que el cavaller ha de dur a terme aquesta aventura solitària amb la més absoluta pulcritud moral i ètica, conforme a l'ideal cavalleresc de l'època. I aquesta cuita es duu a terme literàriament mitjançant un seguit d'esdeveniments sobrenaturals anomenats merveilles d'on es desenvoluparà l'acció civilitzadora de l'heroi (cavaller) que, combatent el mal i els perills, farà triomfar els valors cavallerescos, assolint, així, la seva realització plena.
L'estètica narrativa de Chrétien permet introduir els elements meravellosos en una descripció realista i quotidiana, perquè els dosifica de tal manera que puguin ser racionalitzats posteriorment al fet succeït, com es veurà en la novel·la El conte del Graal. En aquesta obra, hi afegeix moltes novetats, sobretot la introducció d'un personatge nou anomenat Perceval, pertanyent a la Taula Rodona.

## La història
La novel·la té un començament insòlit: la història comença en un bosc solitari, on vivia una família de cavallers, dels quals el pare i els germans grans van morir en una batalla, però es van quedar la mare i el fill menor; aquest és el protagonista del relat i un personatge mai vist fins aleshores en les seves novel·les: Perceval. La seva mare vol protegir-lo i s'afanya per mantenir-lo en desconeixement del món de la cavalleria i de la cort. Tanmateix, l'atzar -noció vinculada a la idea de destí en les seves obres- farà que un dia qualsevol trobi pel camí un grup de cavallers que travessen el bosc. Pres de la seva ignorància, en veure'ls els confon amb àngels i li atorga comicitat a l'escena.
El que vol donar a entendre Chrétien amb aquest començament és la ignorància que té el noi sobre el món però sobretot sobre si mateix -és a dir, la problemàtica de la identificació del jo literari-. I es veu reflectit en la impossibilitat de dir el seu nom, fet que provoca que doni als cavallers els apel·latius que utilitzen les altres persones per anomenar-lo. Tot seguit, Perceval decideix convertir-se en un d'ells sense adonar-se'n que la seva mare cau morta de dolor en veure'l marxar; ara s'haurà d'enfrontar sol a la vida adulta.
A partir d'aleshores, Perceval comença la vertadera aventura i és quan es desenvolupa tota la trama de la novel·la. Serà quan el cavaller Gornemant de Goort l'ensinistrarà en el maneig de les armes i li ensenyarà el codi de comportament pel qual es regeix la cavalleria. La iniciació a l'amor vindrà sota el guiatge de la donzella Blancaflor, gràcies a la qual descobrirà la tenacitat pel camí de la proesa heroica. A més a més, Chrétien s'inventa la figura de l'heroi abstret, i es veu en l'escena en què es vessen tres gotes de sang sobre la neu i el color rosat que hi queda li recorda la seva estimada i queda abocat cap al seu interior, sense adonar-se'n del que passa al seu voltant, malgrat els esforços dels seus companys de treure'l d'aquest estat d'embadaliment sobtat.
Més endavant, li sorgeix la compassió per a la mare que va deixar abandonada al bosc i decideix anar a visitar-la, però, no aconseguirà arribar-hi, ja que és precisament en aquest viatge que decideix emprendre on es trobarà la seva major aventura: la visita al castell del Graal. El que li ha posat en el camí aquesta aventura és la caritas, que ens remet directament a l'esfera de valors cristians i que es diferencia de l'estètica dels primers relats de l'autor.
En aquest castell, es troba una comitiva desfilant enmig d'una llum encegadora que porta un graal, un recipient on es col·loca l'aliment per a menjar i una llança que sagna. Perceval ignora la finalitat d'aquests objectes i s'absté de preguntar-la. L'endemà, tota la comitiva ha desaparegut i ell es disposa a continuar el seu camí quan es troba la seva estimada donzella que li recrimina durament el seu silenci. Aquesta, que resulta ser la seva cosina, li explica que ha estat hostessa del rei Pescador, invàlid a causa d'una ferida entre les cames, i que si hagués formulat les preguntes, la salut del rei i les seves terres s'haurien establert novament. També esmenta que la seva mare ha mort i que ell és un home indigne que ha fracassat en la seva aventura i que està tacat pel pecat. A més a més, li pregunta el seu nom, i és el narrador ràpidament qui diu que el protagonista no el sabia, però que l'endevina i li respon que es diu Perceval. Aquest és el moment en què el protagonista pren consciència de si mateix i que coincideix amb la trobada de l'aventura que donarà sentit a l'existència de Perceval, ja que el seu nom Percer la val vol dir 'penetrar' en el sentit de 'desxifrar els misteris de la vall' on s'alça el castell del Graal.
Tot i així, la història no acaba aquí. Sinó que, estant a la cort del rei Artús -havent tornat de l'aventura-, una donzella apareix a sobre d'una mula i el maleeix pel seu silenci al castell del Graal, i incita els altres cavallers de la taula rodona a fer que completin la missió. Molts d'ells s'hi sumen i s'endinsen una altra vegada a la recerca del Graal. L'empresa dura cinc anys, és tan infructuosa que va dur a la degradació i desesperació de l'heroi, submergint-lo en una crisi com a cavaller. Un divendres, Perceval troba al desert uns cavallers i unes dames penitents que porten caputxes i cilicis. Aquests, sorpresos en veure'l armat el dia que es commemora la Passió, li parlen de Crist i de la seva penitència i d'un ermità que els ha confessats. El protagonista el va a visitar i aquest li confessa que és germà de la seva mare i que el seu oncle és el rei Pescador. El graal serveix al pare del rei Pescador i tan sols conté una hòstia que l'alimenta. Aquesta conversa li fa veure que la seva vida passada ha estat marcada per la culpa i l'encamina a la penitència i a la pregària, per la qual obtindrà l'enor et paradis i no solament les glòries terrenals. Després d'aquesta trobada, la narració torna a Galvany i poc després queda interrompuda.
Chrétien busca el contrast entre Galvany i el protagonista i ho fa mitjançant els objectes: Galvany buscarà la llança i se l'associarà amb un presagi destructiu, mentre que Perceval buscarà el Graal per aportar salut al rei, en forma de presagi sanador.

## Continuacions
La influència en el segle xiii va ser notòria, i és que entre els segles xii i xiii hi va haver quatre continuacions en vers del Conte del Graal, en ordre:
- Primera continuació o continuació de Galvany (segle xii). Perceval és substituït per Galvany.
- Segona continuació o continuació de Perceval (segles XII-XIII) atribuïda a Wauchier de Denain. El protagonista és Perceval.
- De la tercera continuació (segle xiii) hi ha dos autors. Conclouen l'aventura de Perceval:
  - Gerbert de Montreuil
  - Manessier

- Petit cicle o Trilogia de Robert de Boron. Les va escriure simultàniament a les continuacions. Posteriorment, van ser prosificades i incorporades al cicle de la Vulgata artúrica.
  - Roman de l'Estoire dou Graal o Joseph d'Arimathie
  - Merlí -de 502 versos-
  - Perceval